# Rhaphidophora tetrasperma
Rhaphidophora tetrasperma (auch bekannt als: „Monstera Minima“ und „Mini Monstera“) ist eine Pflanze aus der Pflanzengattung Rhaphidophora, die zur Pflanzenfamilie der Aronstabgewächse gehört.

## Verbreitung
Ursprünglich stammt sie aus den flachen Wäldern der tropischen, asiatischen Gebiete Süd-Thailand und Malaysia, wo sie vor allem in den Regionen Kelantan und Perak zu finden ist. Inzwischen ist sie jedoch auch als beliebte Zimmer- und Zierpflanze auf der ganzen Welt verbreitet.

## Vegetative Merkmale
Die Rhaphidophora tetrasperma ist eine kleine bis mittelgroße Kletterpflanze, die bis zu 5 Meter lange Triebe ausbilden kann, die beispielsweise an Rankhilfen – oder in freier Natur an anderen Pflanzen – entlang wachsen. Mit zunehmendem Wachstum spalten sich die Triebe. Sie entwickelt an den Knoten der Sprossachsen zusätzlich zu den Blättern auch Luftwurzeln, die ihr beim Ranken helfen. Ihre Blätter sind meist eiförmig, relativ dünn und flexibel, haben das ganze Jahr über eine kräftige grüne Farbe, eine glänzende Oberfläche und laufen zur Spitze hin leicht herzförmig zu. Die Blätter haben außerdem eine faserige Struktur und sind auf der Rückseite von einer prominenten Mittelrippe und mehreren Blattadern durchzogen. Bezeichnend für die Pflanze sind auch die tiefen fiederteiligen Blattspreite. Pflanzen, die im Freien gewachsen sind, können wenige, kleine, weiße Blütenstände ausbilden, die jedoch keine Blütenblätter aufweisen.
Aufgrund ihres Aussehens und der bereits oben genannten umgangssprachlichen Namen „Monstera Minima“ und „Mini Monstera“ unter welchen sie auch Deutschland verkauft werden, wird sie häufig fälschlicherweise der Pflanzengattung Monstera zugeordnet oder beispielsweise mit den Pflanzen Monstera deliciosa, Philodendron oder Epipremnum pinnatum verwechselt, da diese in unterschiedlichen Wachstumsstadien ähnliche äußere Merkmale aufweisen, sich jedoch in anderen Bereichen unterscheiden.

## Verwendung als Zierpflanze

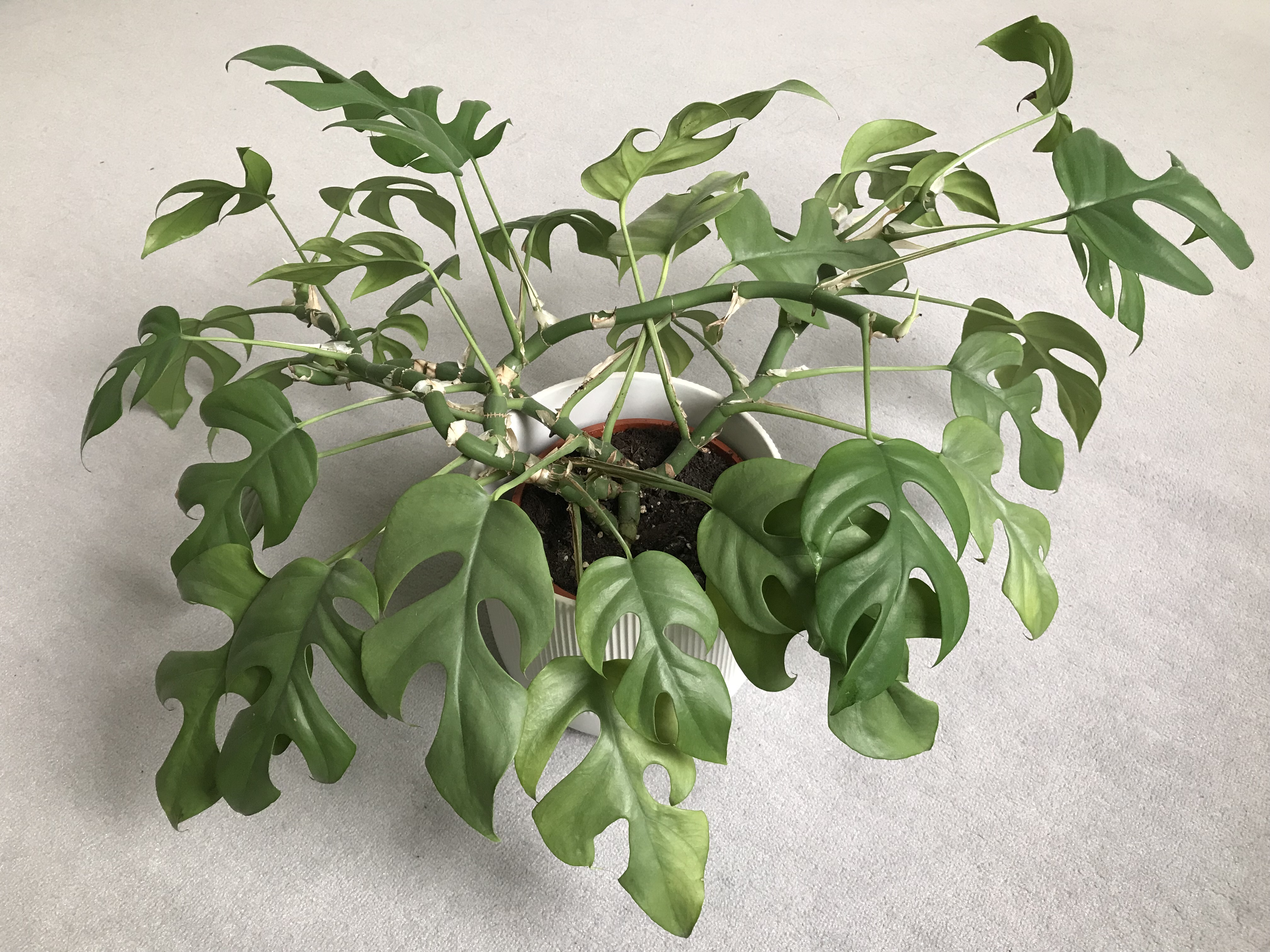
Rhaphidophora tetrasperma als Zimmerpflanze

Rhaphidophora tetrasperma sollte idealerweise an hellen oder halbschattigen Plätzen stehen, damit sie die für sie charakteristischen Fiederblätter ausbilden kann. Hier wächst sie typischerweise schnell und richtet ihre Blätter in Richtung der Sonne aus. An einem zu dunklen Standort bleiben die Blätter jedoch klein und die Blatteinschnitte aus.
Da sie ursprünglich aus tropischen Gebieten stammt, präferiert sie feuchte Erde, die vor dem Gießen antrocknen kann, eine relativ hohe Luftfeuchtigkeit und ganzjährig warme Temperaturen.
Die Pflanze lässt sich auch einfach vermehren, indem man einzelne Stecklinge mit je mindestens einer Luftwurzel in ein Glas mit Wasser stellt, sie dort Wurzeln ausbilden lässt und sie anschließend einpflanzt oder den Steckling direkt in Erde einsetzt und diese über 3–5 Wochen feucht hält.

## Taxonomie
Die Erstveröffentlichung und Klassifikation erfolgte 1893 durch Joseph Dalton Hooker in seinem Werk The Flora of British India 6: 548.